# Balché (bebida)

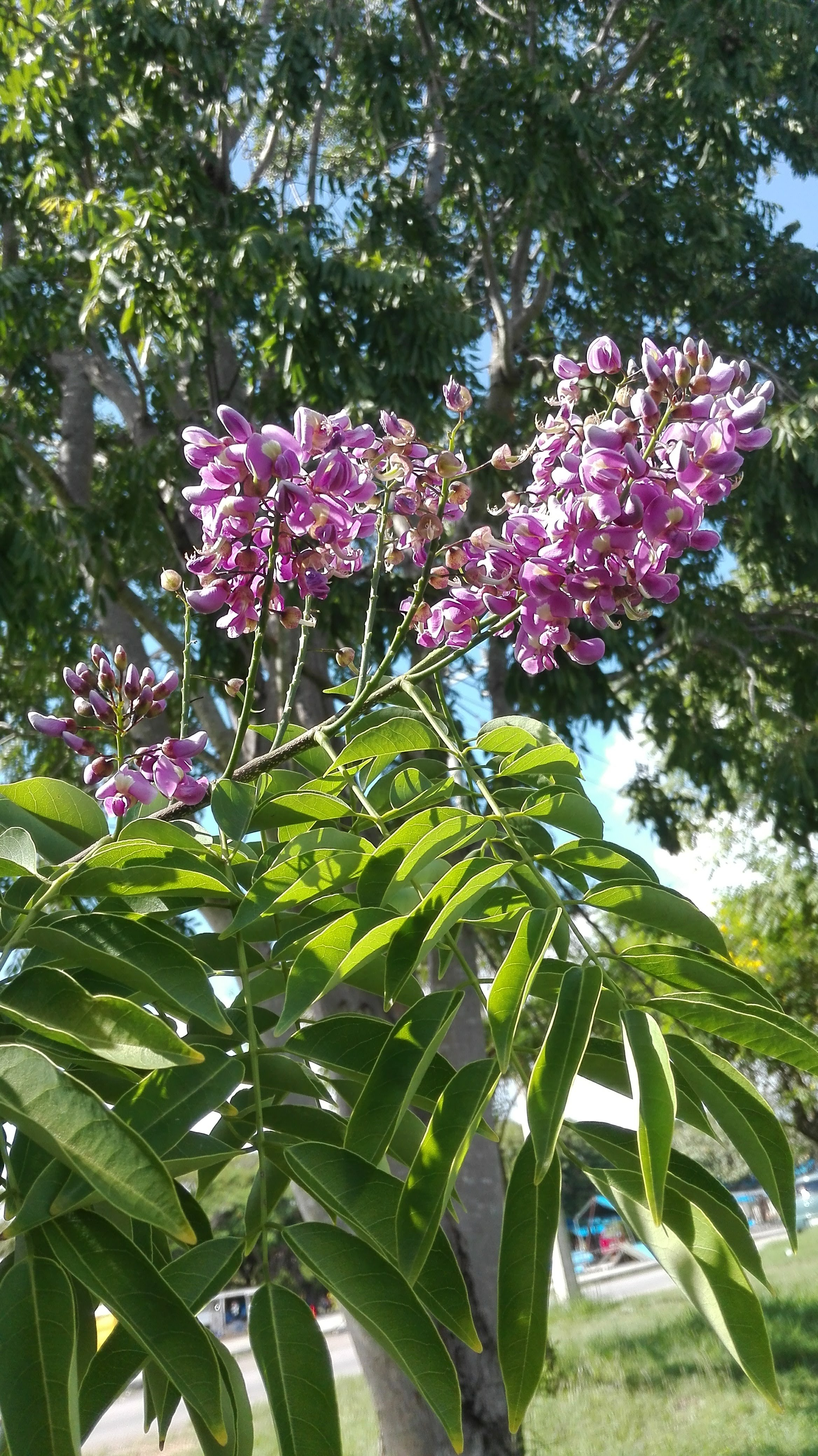
Planta de la cual se extrae el balché.

Balché (en maya: báalcheʼ) es una bebida alcohólica muy común en las antiguas culturas indígenas del Sureste de México y Mesoamérica. Actualmente es empleada por los mayas de la península de Yucatán y es elaborada de la leguminosa del mismo nombre (Lonchocarpus violaceus), de la cual se obtiene un almíbar y agua, los cuales son fermentados para obtener el balché. Otra bebida alcohólica semejante es el xtabentún, el cual se obtiene de la planta llamada "gloria de la mañana" (Turbina corymbosa).

## Manufactura
Balché es una clase de hidromiel, una bebida embriagante consumida por los antiguos mayas y por sus descendientes actuales. Esa gente elabora la bebida en un bebedero o canoa, la cual llenan de agua y almíbar, agregan pedazos de corteza y raíces de árbol de balché. La mezcla empieza a fermentar inmediatamente. Resulta ello en una bebida embriagadora que la gente bebe en sus rituales y cree que les da poderes mágicos.

La gente de Mesoamérica han mantenido el árbol de balché y su misteriosa bebida como sagrada. Puesto que la bebida tiene mucha importancia religiosa para el maya, los españoles prohibieron su consumo en un intento de convertirlos al cristianismo. La prohibición fue mantenida hasta que un maya de apellido Chi convenció a los españoles que el balché tenía importantes beneficios para la salud y que muchos mayas estaban muriéndose como resultado de la prohibición. Los españoles entonces levantaron la prohibición y los rituales del balché reiniciaron...

El lacandón... cree que los dioses les dieron los rituales del balché, y como los dioses fueron los primeros en emborracharse con la bebida ellos tiene el deber de imitarlos pasando por la misma experiencia. Los lacandones cantan rezos mientras preparan el balché... Primero, el bebedor ofrece su bebida a los dioses, luego la demás gente se hace partícipe en ello, por lo general hasta antes del amanecer. Los lacandones llaman al balché el "Señor del Balché" y lo identifican con Bohr o Bol, el dios de la borrachera.
Nectar and Ambrosia: An Encyclopedia of Food in World Mythology, Tamra Andrews 2000, ISBN 1-57607-036-0

En el libro de Katz se dice que "antiguas ceremonias mayas incluían una miel fermentada llamada "balché", la cual es empleada como enema con efecto emborrachador. Quizá debido a su modo de consumo no familiarizado los conquistadores vieron al demonio en el balché, de manera tal que "lo convirtieron en serpientes y gusanos que carcomían el alma de los mayas. Fue prohibido en nombre del cristianismo".